# Verwaltungsgemeinschaft Mellingen
Die Verwaltungsgemeinschaft Mellingen ist ein Zusammenschluss von der Stadt Magdala und 16 Gemeinden im Landkreis Weimarer Land in Thüringen, Deutschland. Ihr Verwaltungssitz ist in der namensgebenden Gemeinde Mellingen.
Vorsitzender der Verwaltungsgemeinschaft ist Thomas Liebetrau.

## Die Gemeinden
- Buchfart
- Döbritschen
- Frankendorf
- Großschwabhausen
- Hammerstedt
- Hetschburg
- Kapellendorf
- Kiliansroda
- Kleinschwabhausen
- Lehnstedt
- Magdala, Stadt
- Mechelroda
- Mellingen
- Oettern
- Umpferstedt
- Vollersroda
- Wiegendorf

## Geschichte
Die Verwaltungsgemeinschaft wurde am 29. April 1991 gegründet. Die Stadt Magdala trat der Verwaltungsgemeinschaft zum 1. Januar 2002 freiwillig bei, nachdem die Stadt Blankenhain zuvor die erfüllende Gemeinde war. Zum 1. Dezember 2007 wurde Hohlstedt nach Großschwabhausen eingemeindet.